# Janina Karoltjyk
Janina Koroltjik (vitryska: Яніна Дзіславаўна Карольчык, Janina Dzislavaŭna Karoltjyk) född 26 december 1976, är en vitrysk friidrottare (kulstötare).
Karoltjyk slog igenom vid junior-EM 1995 där hon slutade trea. Samma resultat blev det vid hennes första seniormästerskap EM 1998 i Budapest. Vid OS 2000 i Sydney slog hon till med ett nytt personligt rekord i finalen på 20,56, ett resultat som räckte till guld. Året senare vid VM 2001 i Edmonton blev det nytt personligt rekord igen, denna gång 20,61, vilket var nästan metern längre än vad tyskan Nadine Kleinert stötte och VM-guldet var säkrat.
Karoltjyk åkte 2003 fast för dopning och stängdes av i två år. Hon var tillbaka vid VM 2007 i Osaka där hon slutade tia i finalen. Hon deltog även vid Olympiska sommarspelen 2008 i Peking men blev utslagen i kvalet.